# Christian Thomesen Carl
Christian Thomesen Carl, född 1676 i Assens, Danmark, död 29 mars 1713 i Greifswald, Pommern var en dansk militär sjöofficer. Han var känd för sin militära karriär, samt för att ha räddat stadsfullmäktiges arkiv i Greifswald – liksom hela staden Anklam – från att brännas ner under Stora nordiska kriget. 

## Biografi

### Familj
Christian Thomsen Carl var son till Helvig Jensdatter (död 1717) och Thomas Iversen, stavades också Iffversen. Carls far var en transportör och ägde en färja, då en typisk belöning för tidigare sjöofficerare. Den 5 oktober 1665 hade han från Fredrik III av Danmark fått privilegiet att upprätthålla en färjeförbindelse. Iffversen fick i november 1667 ytterligare ett privilegium, som gav honom rätten att driva ett värdshus i Assens, där han blev medlem i stadens råd i november 1673 och borgmästare från december 1682 till 1694.
Enligt Lützow gifte sig Christian Thomsen Carl två gånger, båda gångerna i Köpenhamns marinkyrka i Holmen, och båda gångerna inom familjen Klaumann. I juni 1702 gifte han sig med Dorothea Klaumann (~ 1675 - 1704), dotter till Peter Klaumann och Eleonora Theresa Dulieu och i februari 1706 gifte han sig med Mechtilde Magdalene Klaumann (1682 - 1711), dotter till Nicolaj Klaumann och Apolonia Jensdatter Snistorph.
Sander rapporterar dock med hänvisning till danska riksarkivet liknande namn men i en annan miljö. Enligt Sander gifte sig Carl med Megtilde Magdalene Klaumann i juni 1702, och med henne hade han åtminstone följande barn:
- Peter Klaumann Carl (~ 1703 - 17 september 1770), sjökapten,
- Thoma Hedewig (född 1706),
- Apelone Sophie (Maria) (1707 - 1709),
- Nikolai Klaumann (1709 - 1709),
- Megtele Dorothea (1711 - 13 maj 1711).[3]

Sander säger att en av hans systrar och hans son Peter Klaumann Carl fortfarande levde efter Christian Thomsen Carls död. Systern hade gift sig med Assens borgmästare Lauge Hansen. Baserat på Hansens korrespondens säger Sander att det ovannämnda privilegiet att upprätthålla en färja - som Christian Thomsen Carl hade ärvt från sin far - begärdes av Hansen på grund av hans äktenskap, liksom av Peter Klaumann Carl. Den förra fick överta privilegiet för en årlig betalning av 120 riksdaler till den senare.
I Personalhistorisk Tidsskrift, 1920, finns det belägg för två äktenskap, år 1702 och 1706, av Carl och respektive Klaumann-familjemedlemmar som liknar Lützows rapport.

### Karriär
Efter lärlingsutbildning i Danmark fick Christian Thomsen Carl 1696 börja tjänstgöra i en utländsk armé och började sin militära karriär i flottan i Nederländerna. Han befordrades till 2:e löjtnant 1697. I februari 1698 fick han tillstånd att gå i rysk tjänst i tre år, och befordrades till 1:e löjtnant i januari 1700. Då hade en koalition mellan Danmark-Norge, Ryssland och Sachsen precis startat det Stora nordiska kriget mot Sverige. Danmark hoppade av i augusti 1700 och gick in igen i juni 1709.
Christian Thomsen Carl tjänstgjorde på det danska fartyget Dronning Charlotte Amalie och gick i april 1701 in i den nya marinkadettskolan som löjtnant. 1704 tjänstgjorde han på fartyget Prins Carl, och befordrades till kaptenlöjtnant i januari 1705. Efter att ha tjänstgjort på skeppet Kronen och fartyget Swærdfisken, ansökte han om examen från marinkadettskolan i april 1708 och utexminerades den 30 juli. Enligt Lützow befordrades han till rang som kapten i april 1708 . och gick i tjänst som kapten i april 1709.
År 1709 skickades Christian Thomsen Carl till Kattegatt för att övervaka brittiska sjömanövrer. I september 1709 blev han befälhavare för fartyget Wenden, ett flaggskepp i Ulrik Christian Gyldenløves flotta, och tog 1710 befäl över fartyget Delmenhorst. Han deltog i slaget vid Køge-bukten i oktober 1710 och övergick 1711 till fartyget Prins Carl. År 1712 och 1713 hade han sedan befäl över fartyget Ditmarsken och fick befäl över viceamiral Christen Thomesen Sehests pommerska flotta under dennes frånvaro. Carl deltog i slaget 21–23 juni 1712 och slaget 31 juli 1712. I början av 1713 hade han etablerat sin bas i pommerska Wieck nära Greifswald, ockuperat av de allierade i den antisvenska koalitionen. Enligt Sander och Garde blev hans rang nu kommendörkapten juni 1710 och kommendör i december 1712.

### Prestationer och död i Pommern
När Christian Thomsen Carl var i Wieck, var närliggande Greifswald en frontstad som styrdes av markisen de Saisan (Monsieur de Villenouvette, Comte de Saissan), en fransman i saxisk tjänst. Saxarna hade ockuperat Greifswald i augusti 1711 och förenades med ryska styrkor i januari 1712. Tsar Peter den store besökte staden i augusti. Största delen av Pommern var i de allierades händer som belägrade de återstående svenskarna vid Stralsund.
Den 1 mars klockan 22.00 utbröt en brand i Greifswalds stall, som användes av det saxiska rytteriet. Markisen de Saisan påstod att det var en konspiration från Greifswalds borgare mot ockupationsstyrkorna. Han gav order om att Greifswalds boende nära stallen skulle evakueras och lät sina trupper stänga av gatorna som ledde till platsen.  Situationen var osäker då stadens arsenal låg nära brandplatsen med stora mängder krut, som hotade att förstöra mycket av staden om den exploderade. När elden redan hade trängt in i flera hus, inklusive rådhuset, lämnade markisen konspirationsteorin och tillät greifswaldsbor att släcka elden. De kunde emellertid inte göra det effektivt, eftersom deras brandbekämpningsanordningar hade skadats av ockupationsstyrkorna.
Christian Thomsen Carl bestämde sig då för att hjälpa till och tog med sig sina besättningsmän och brandbekämpningsutrustning. Carl beordrade sin besättning att ta sig till Greifswald med språng från deras kvarter i Wieck,  som ligger ca 5 kilometer öster om staden. Medan mycket av rådhuset och 36 andra hus brann ned, släcktes elden innan den nådde källarna som innehöll rådets arkiv. Dokumenten hade hämtats från det brinnande huset av Carls besättningsmän under operationerna. Därefter tilldelas staden besättningsmännen en "Ohm" konjak, innehållande ca 150 liter.
Andra svenska pommerska städer beordrades av tsaren Peter den store att systematiskt brännas ned. Order utfärdades den 16 mars som vedergällning för branden av danska Altona av svenska styrkor under Magnus Stenbock i januari. Därefter brändes Gartz och Wolgast ner och Anklam skulle bli nästa stad att brinna. Ordern skulle genomföras av baron von Staff, en tysk i rysk tjänst, som redan hade bränt ner Wolgast den 27 mars.
Staff var beredd att åka till Anklam för att genomföra tsarens brännorder, men utkämpade först en duell med Christian Thomsen Carl den 29 mars på torget i Greifswald. Under duellen knivhögg Staff Carl till döds genom ett hugg i hjärtat. Christian Thomsen Carls kropp överfördes till Danmark och begravdes vid kyrkan Holmen i Köpenhamn, den 6 april 1713.
Vad gäller Anklam finns i den tyska traditionen en enighet om händelserna att den fördröjning som Carl förorsakade Staff var den avgörande faktorn för stadens räddning. Från 1715 till 1939, och åter igen sedan 1992, hålls en årlig "märkesdag" där Carl ("Carlson") hyllas för att han spelade nyckelrollen i räddningen av Anklam.